# Augochloropsis brachycephala
Augochloropsis brachycephala är en biart som beskrevs av Jesus Santiago Moure 1943. Augochloropsis brachycephala ingår i släktet Augochloropsis och familjen vägbin. Inga underarter finns listade.